# Stepa Baraba

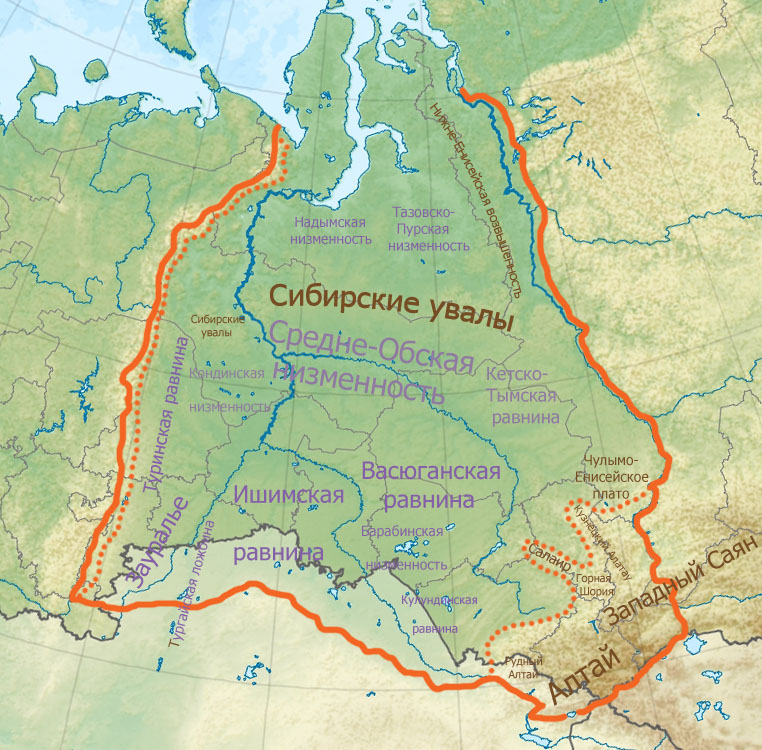

Stepa Baraba sau stepa Barabinsk (rus. Барабинская низменность) este o stepă vastă în sudul Siberiei de Vest, în limitele regiunilor Novosibirsk și Omsk. Este o câmpie deluroasă, cu o înălțime de 100-150 m și o suprafață de aproximativ 117.000 km². Această stepa imensă, mocirloasă și acoperită cu o mulțime de lacuri sărate și sălcii, se întinde între Obi și Irtîs pe o lungime de peste 500 km de la munții Altai, care o mărginesc la sud. Câteva părți din acest vast ținut sunt păduroase, altele oferă un sol fertil. Pădurile de mesteacăn alternează cu mlaștini și cu vegetație de stepă sau de luncă. În depresiuni există lacuri cu apă dulce sau sărată (Cianî, Ubinsk, Sartlan, Tandovo etc.), mlaștini de sfagnum și lunci inundabile cu soluri sărate. Este una din regiunile importante agricole și de  creștere a animalelor din Siberia de Vest; suprafețe considerabile sunt desțelenite. Din 1767 guvernul rusesc a desfășurat lucrările de ameliorare cu ajutorul coloniilor compuse din țărani și exilați, operând secarea mlaștinilor și redarea lor gradată culturilor agricole.

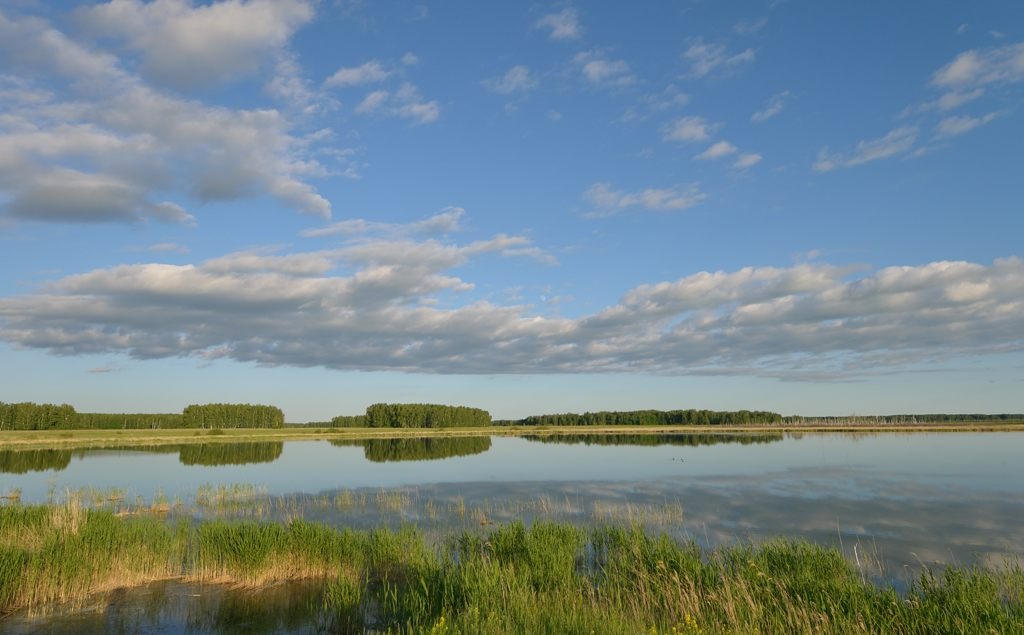
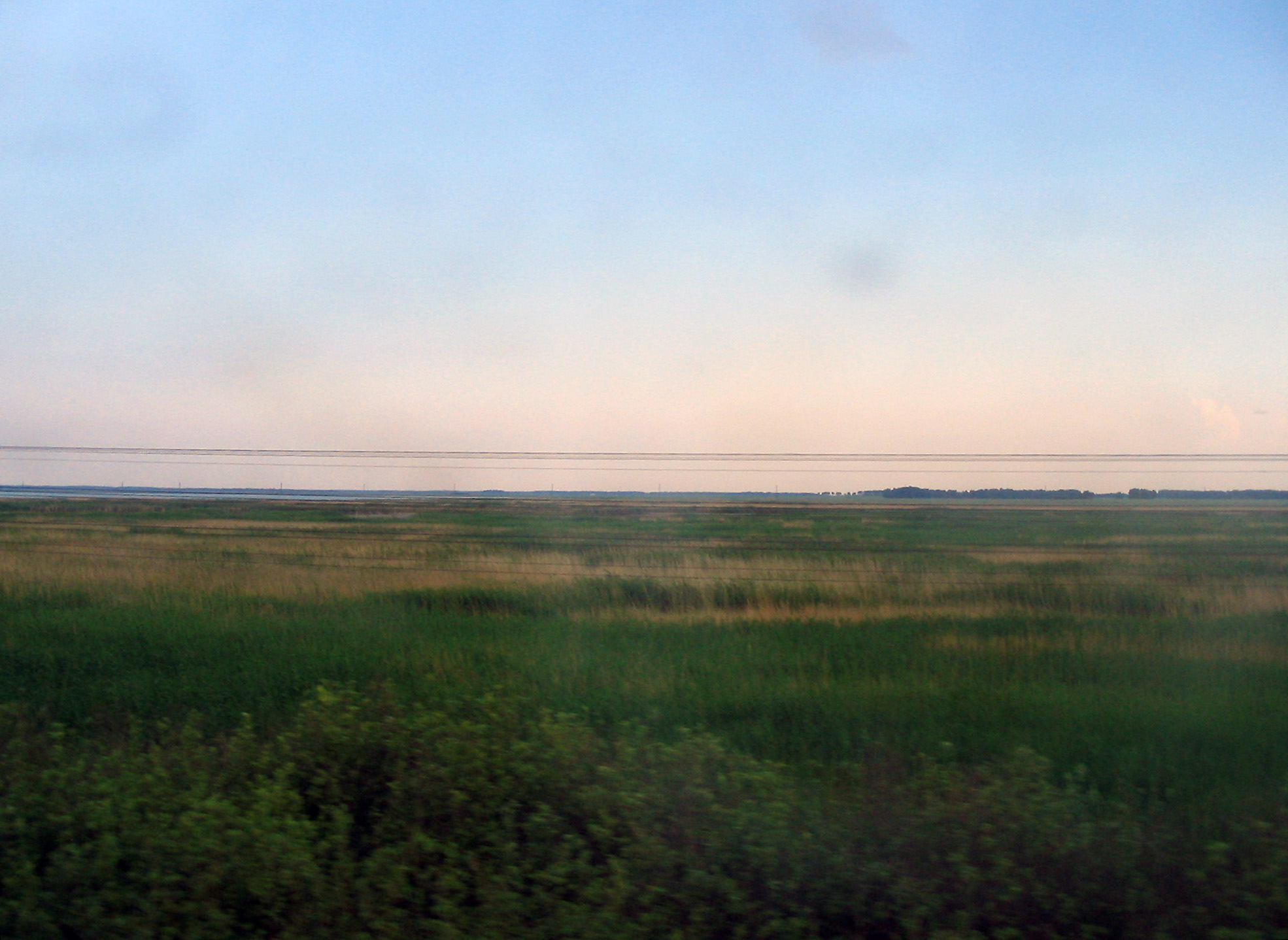